# 大明曆 (祖沖之)
大明曆，亦稱「甲子元曆」。是中國古代曾經使用過的曆法之一。由南北朝時期祖沖之創制，完成於南朝宋大明六年（462年），在祖冲之去世10年後，即梁天監九年（510年）施行。至陳後主禎明三年（589年）止，共實行了80年。
大明曆一回歸年{\displaystyle 365{\frac {9589}{39491}}}日，此數據是中國宋統天曆（1199年）以前，是最符合實際的一種數據。1朔望月={\displaystyle 29{\frac {2090}{3939}}}日。
大明曆首次採用了歲差的概念（45年11月西行一度），這是中國曆法史上的第二次大變革；繼玄始曆棄十九年七閏法，採391年置144閏月，使大明曆更加準確；還在中國首次求出通常稱為交點月，日數為{\displaystyle 27{\frac {5598}{26377}}}（=27.21223日），與現在的值27.21222日非常接近。

## 文內注釋
1. ↑  s:隋書/卷17 梁初因齊，用宋元嘉曆。天監三年下詔定曆...至九年正月，用祖沖之所造甲子元曆頒朔。至大同十年，制詔更造新曆，以甲子為元，...未及施用而遭侯景亂，遂寢。
       陳氏因梁，亦用祖沖之曆，更無所創改。
2. ↑  s:宋書/卷13, s:遼史/卷42
3. ↑  瞿曇悉達. . 卷一百五：古今歷積年及章率
《梁趙歷》上元甲寅，至今六萬一千七百四十算上。
元法四十三萬二千，紀法七萬二千，蔀法七千二百，章歲六百，章月七千四百二十一（亦曰時法），章閏二百二十二，
..
宋祖沖之《大明曆》上元甲子，至今五萬二千一百九十算外。
元法五十九萬二千三百六十五，紀法三萬九千四百九十一，章歲三百九十一，章月四千八百三十六，小週五千二百二十七，章閏一百四十四，
4. ↑  薮内清. .